# 阿旺堅贊
阿旺坚赞（藏語：ངག་དབང་རྒྱལ་མཚན་，威利转写：ngag dbang rgyal mtshan，1897年—？）字平纷，西藏拉萨人，中华民国政治人物。

## 生平
阿旺坚赞生于1897年。后来，阿旺坚赞曾任西藏驻京总代表、国民政府蒙藏委员会委员。1942年7月到1948年3月，担任第三届、第四届国民参政会参政员。